# Bernhard Schuster

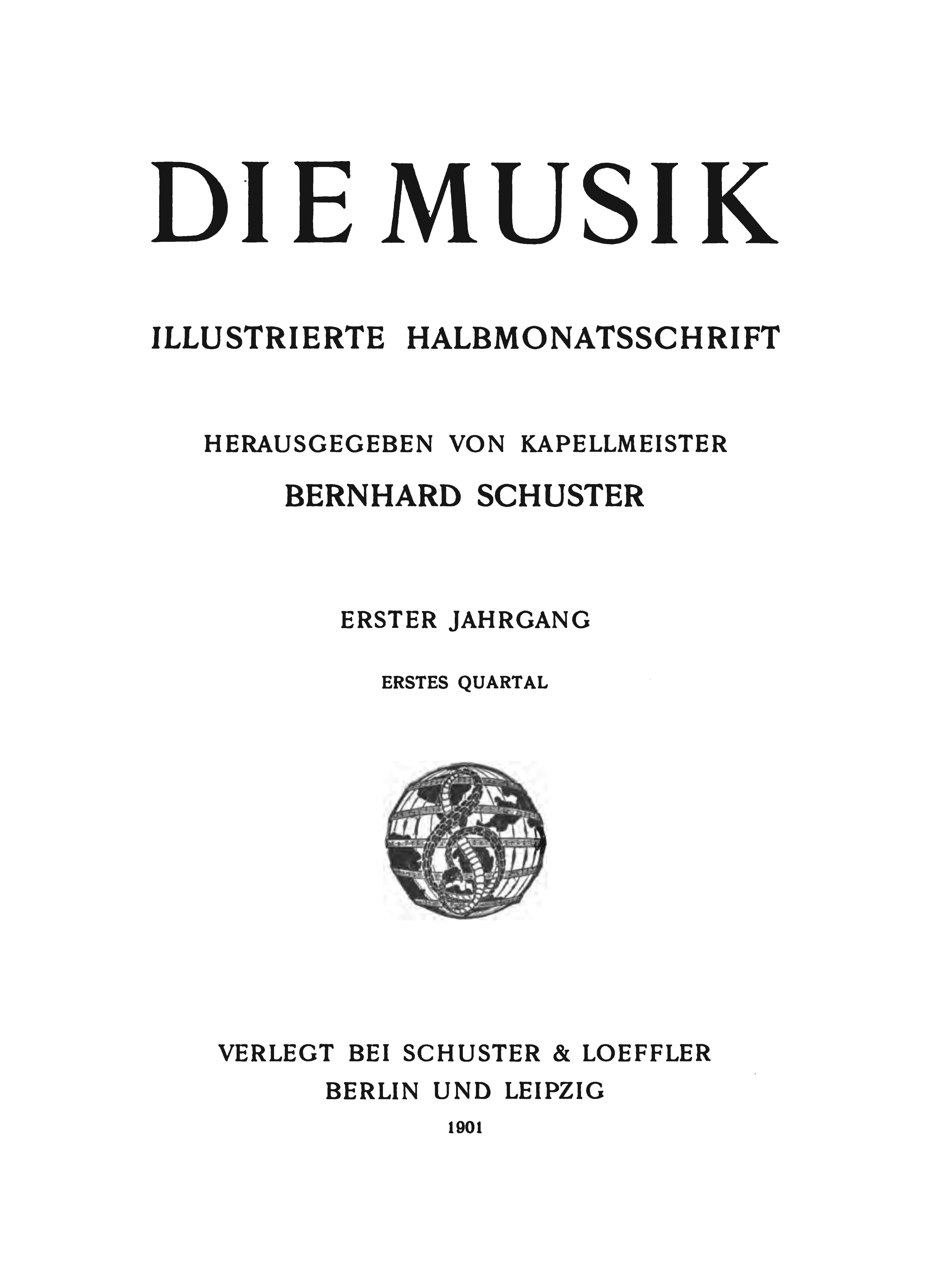

Bernhard Schuster, född 26 mars 1870 i Berlin, död där 13 januari 1934, var en tysk tonsättare och redaktör.
Schuster verkade som teaterkapellmästare och komponerade några operor förutom sånger och orkestermusik. Han är dock mest känd som utgivare av musiktidskriften "Die Musik", som startades 1901, upphörde under första världskriget, men återuppstod 1922. De flesta kända tyska och talrika utländska musikförfattare medverkade i "Die Musik".